# Carl Segerbro
Carl Oskar Segerbro ursprungligen Svensson, född 29 april 1912 i Helsingborg, död 19 juni 1980 i Malmö, var en svensk målare och tecknare.
Han var son till trädgårdsmästaren Karl Svensson och Elise Svensson och från 1949 gift med banktjänstemannen Ingrid Segerbro. Efter ett års kvällsstudier vid Skånska målarskolan i Malmö studerade Segerbro vid Valands målarskola i Göteborg 1932–1934 och Konsthögskolan i Stockholm 1934–1939 och under studieresor till Nederländerna, Belgien,  Schweiz och Frankrike. Han debuterade i en utställning tillsammans med Max Walter Svanberg på Malmö gamla museum 1938 och tillsammans med Svanberg, C.O. Hultén, Endre Nemes och Adja Yunkers ställde han ut med gruppen Minotaur på Malmö rådhus 1943. På grund av sjukdom kom han inte att framträda offentligt så ofta. Som illustratör illustrerade han Gustaf Landins Sveriges bönder 1939. Hans konst består av figurer och landskapsmålningar från Gotland, blomsterstilleben, frukter och naket i olja samt akvareller med strandmotiv. Segerbro är representerad vid Värmlands museum i Karlstad och Folkets hus i Malmö.